# Apteka Rektorska w Zamościu

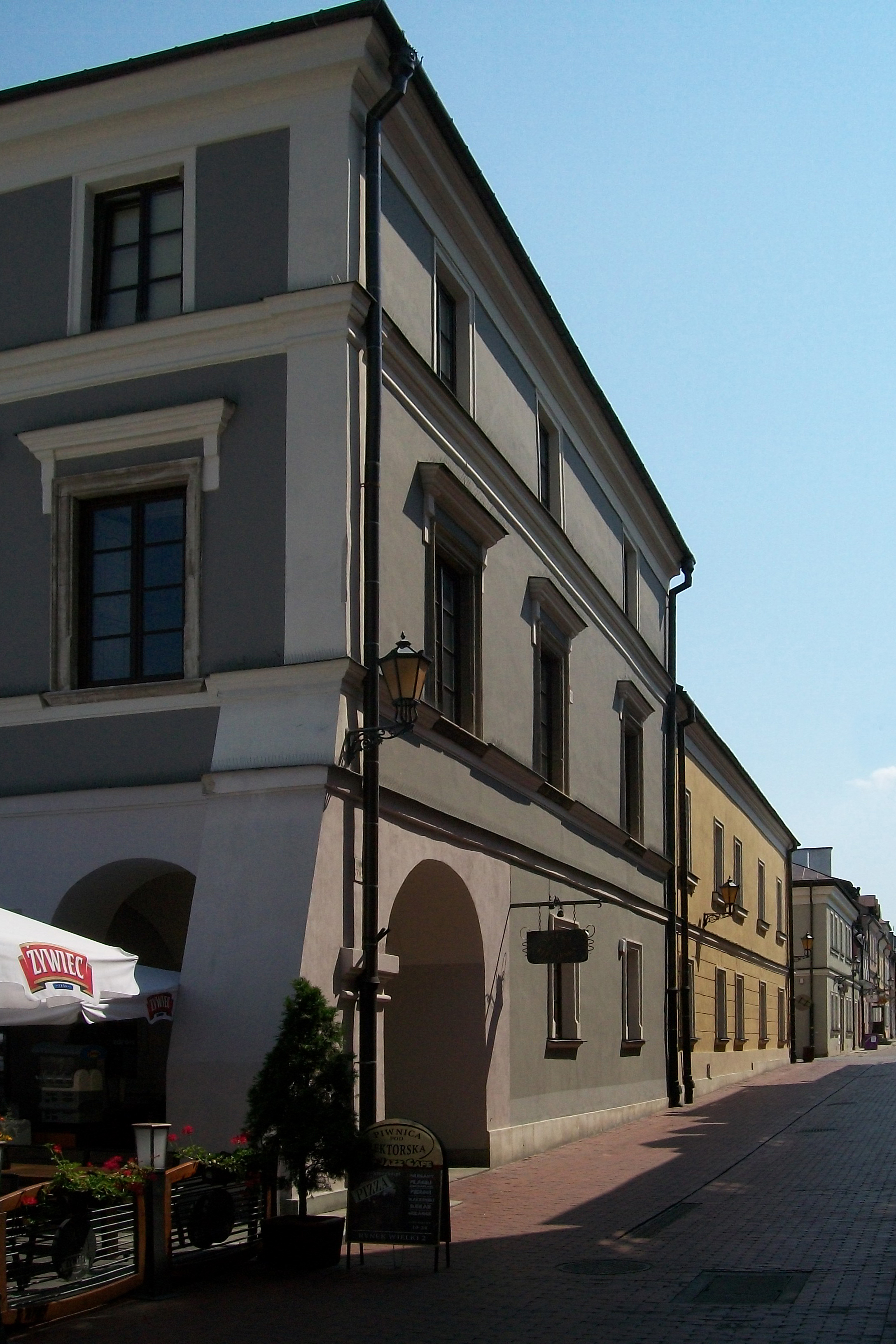
Apteka Rektorska w Zamościu

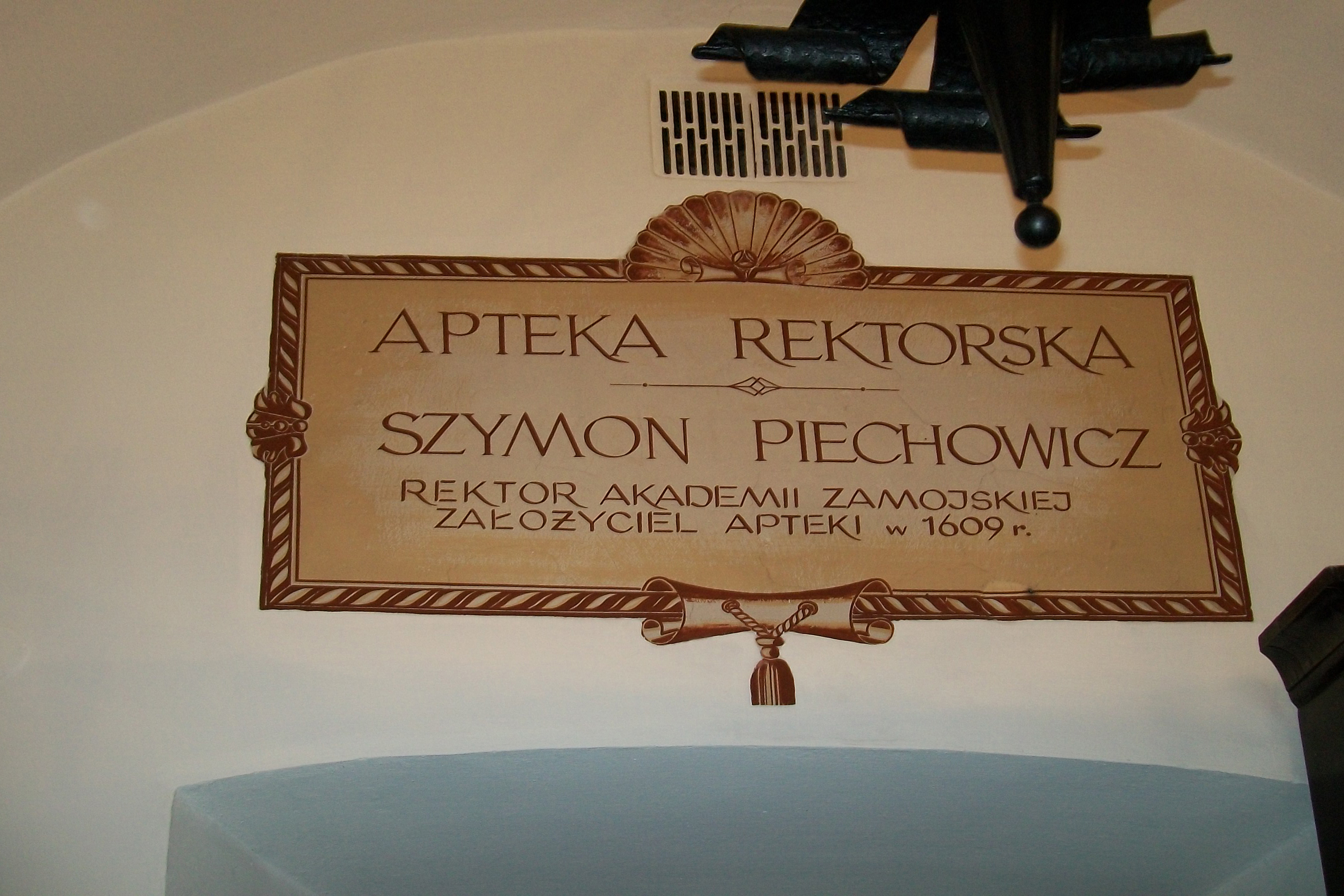
Apteka Rektorska w Zamościu

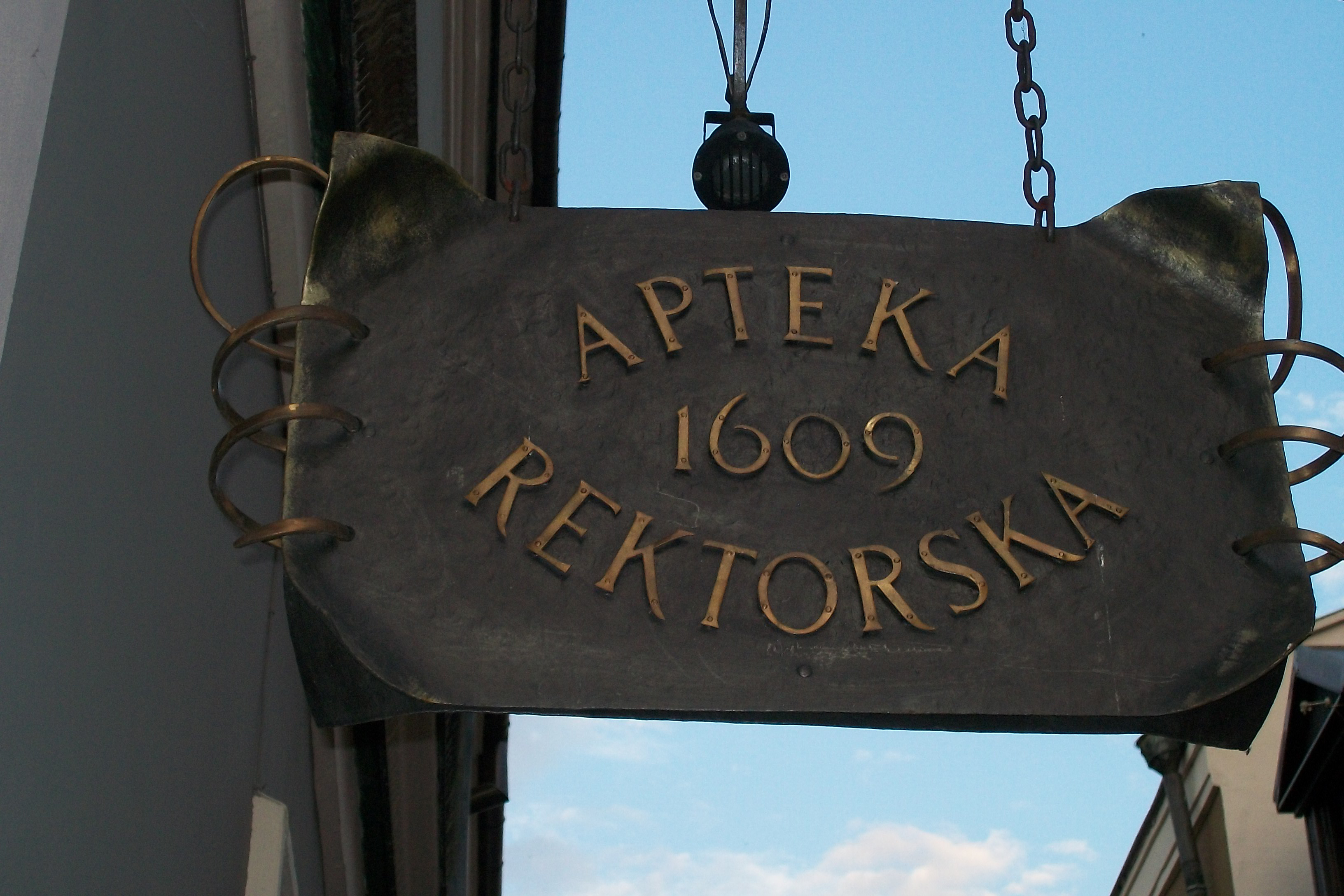
Apteka Rektorska w Zamościu

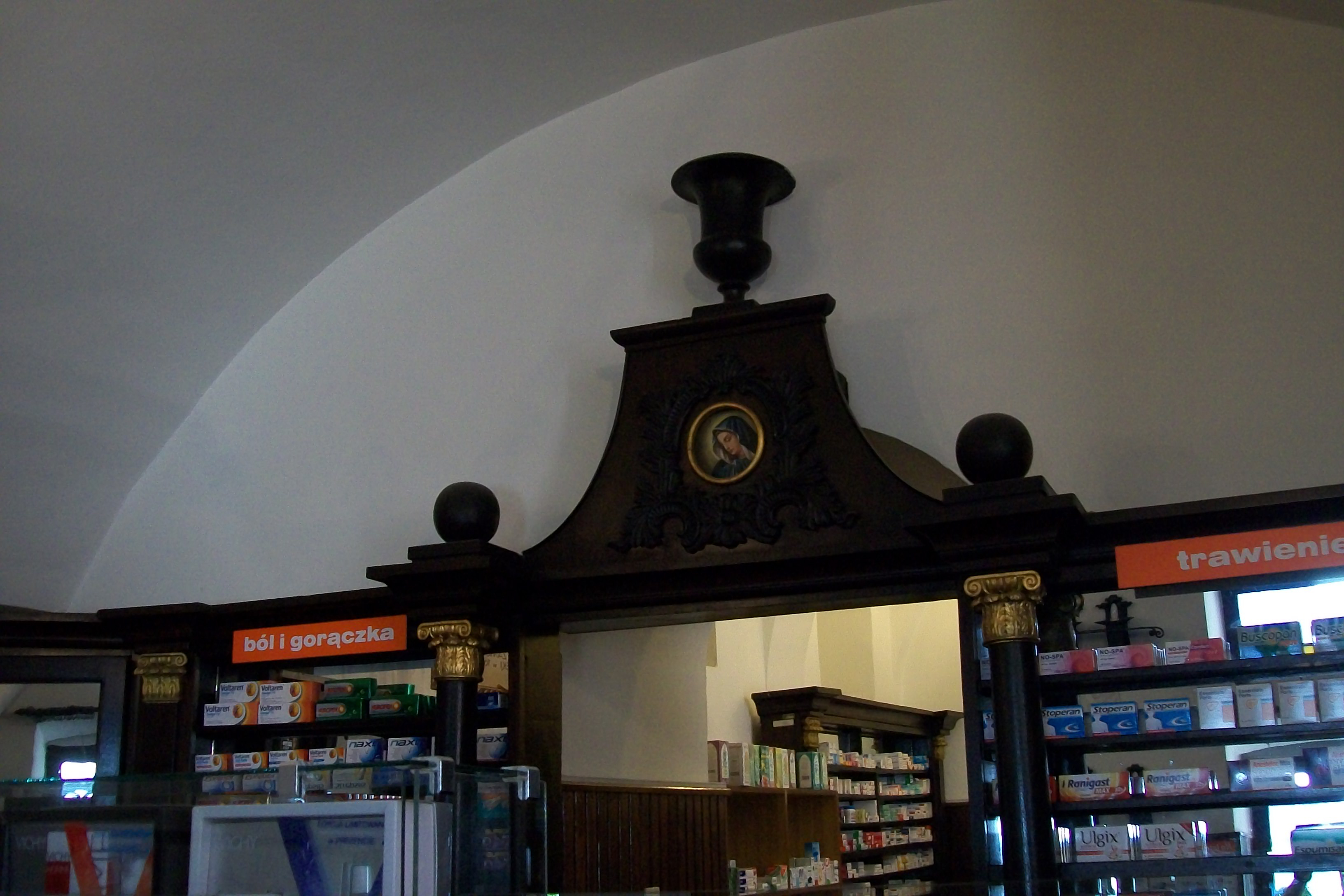
Apteka Rektorska w Zamościu

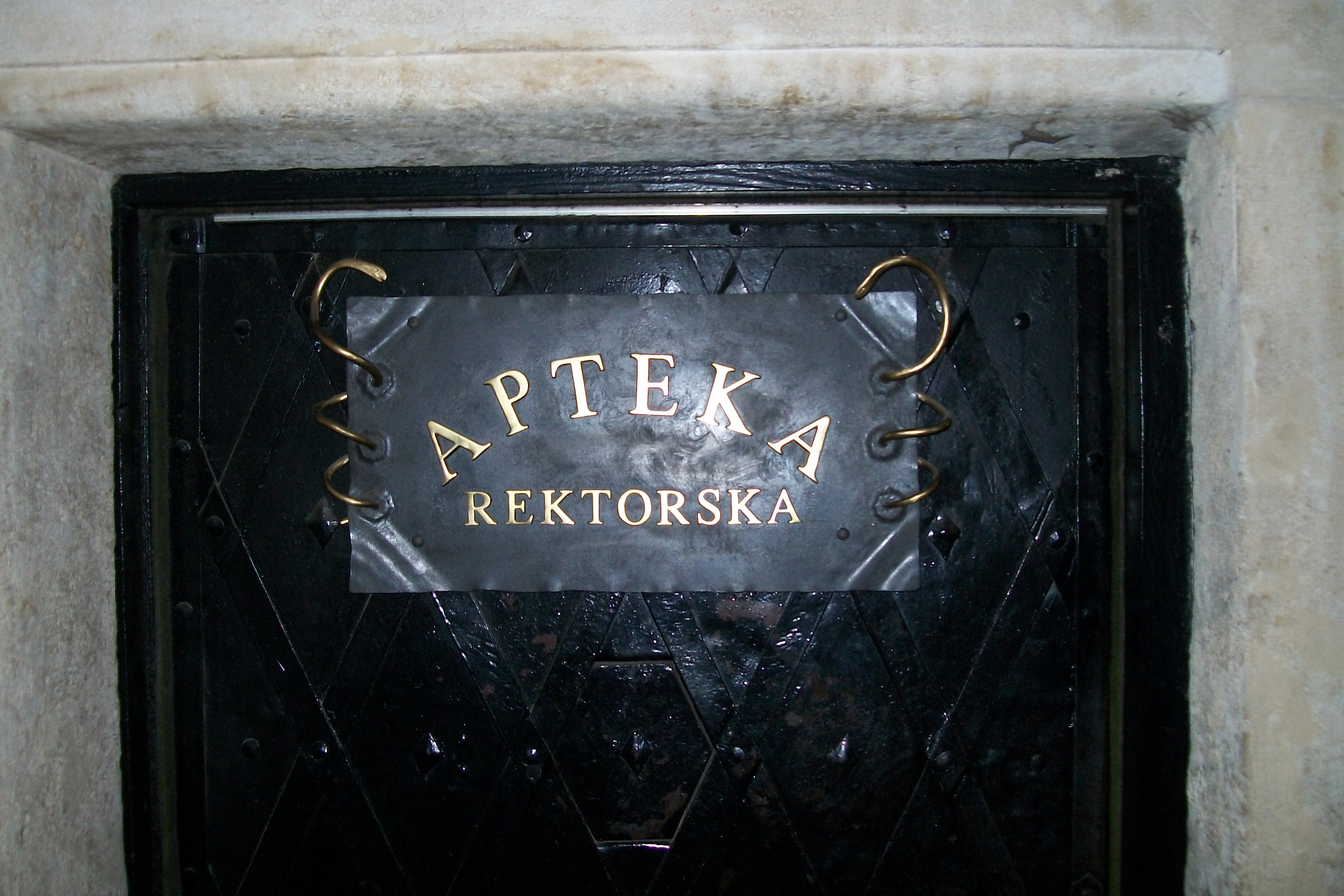
Apteka Rektorska w Zamościu

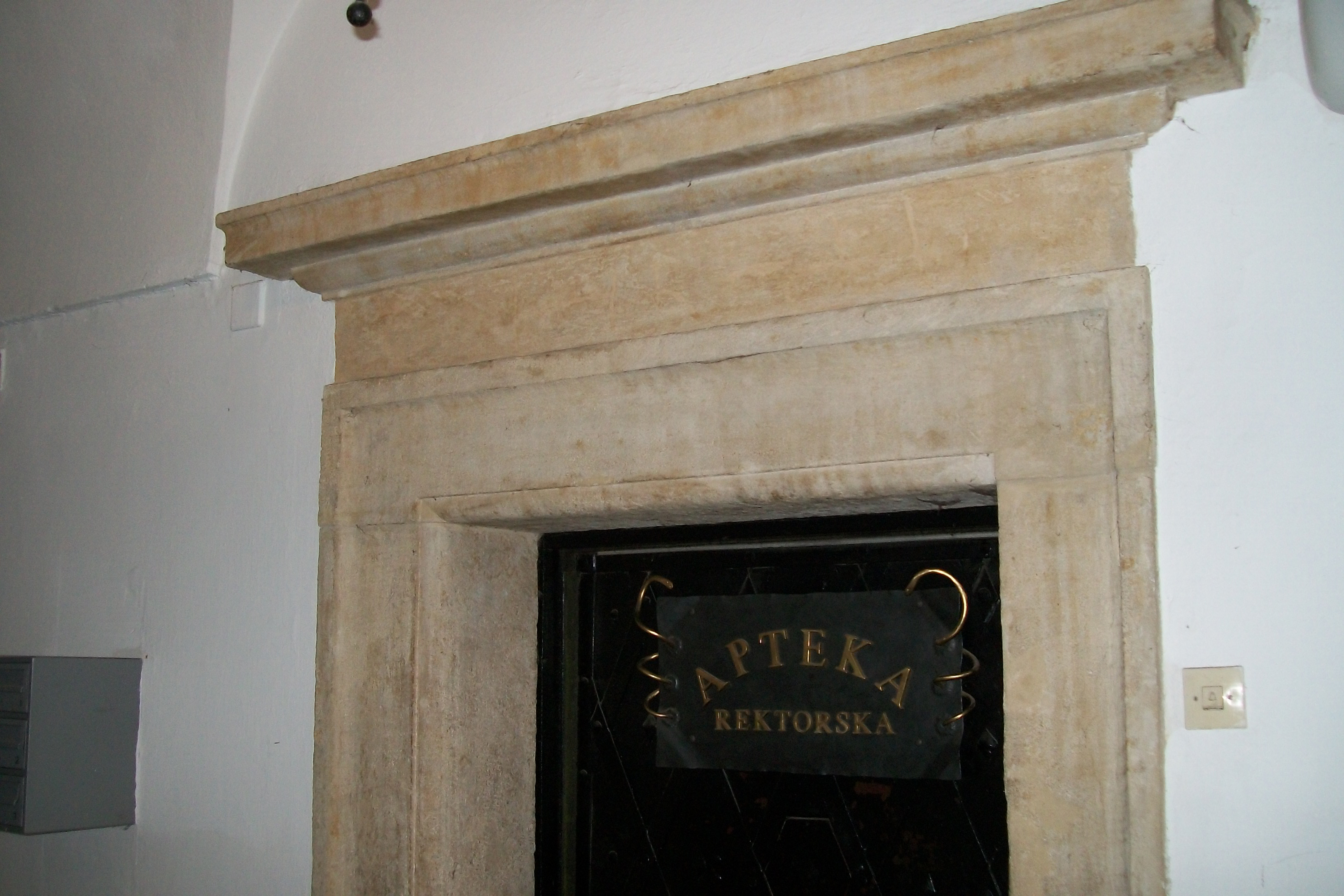
Apteka Rektorska w Zamościu

Apteka Rektorska w Zamościu jest apteką, znajdującą się w zabytkowym renesansowym budynku. Jest to najstarsza z historycznych aptek funkcjonujących do dziś w Polsce, działająca nieprzerwanie od 1609 roku. Założycielem apteki w tym miejscu był Szymon Piechowicz.

## Budynek apteki
Z planu Zamościa z lat 1603–1604 wynika że Krzysztof Lechth, murarz, był właścicielem narożnej działki Rynek Wielki 2 na której prawdopodobnie znajdował się dom zapewne drewniany. Działka ta przy Rynku Wielkim [dzisiejszy numer 2] została w 1609 r. kupiona przez Szymona Piechowicza.
Za czasów Piechowicza z pewnością powstała okazała piętrowa kamienica z attyką, chociażby z uwagi na jego zawód (aptekarz, doktor medycyny) oraz godność i funkcje, jakie pełnił (profesor i rektor Akademii Zamojskiej, później rajca zamojski). Od tego czasu aż do dziś narożne pomieszczenie tej kamienicy jest niezmiennie użytkowane jako apteka. Amfiladowy układ niewielkich pomieszczeń za apteką był typowy dla takich przedsięwzięć.
Szymon Piechowicz był właścicielem kamienicy z apteką do 1651 r. Lustracja z 1657 r., wymieniająca jako właściciela kamienicy Piechowicza, dotyczyła Stanisława, syna Szymona, również aptekarza, oraz Marianny i Katarzyny, córek Szymona. Wkrótce jako właściciele zostali wymienieni: Stanisław Augustynowicz i Jan Przybysławski – zięciowie. Apteka była zapewne w posiadaniu Augustynowicza ze względów zawodowych, gdyż również był aptekarzem. W dokumentach z końca XVII w. jako współwłaścicielki kamienicy figurują Marianna Augustynowiczowa i Katarzyna Przybysławska. Katarzyna Przybysławska w testamencie sporządzonym ok. 1695 r. zapisuje połowę kamienicy Ignacemu Bienieckiemu oraz dwu zamężnym córkom: Annie Kruszyńskiej i Zofii Kurkiewieżowej.
Około połowy XVIII w. kamienica była własnością Marianny i Wojciecha Wesołowskich, następnie zaś wdowy Marianny i syna Piotra, kleryka seminarium zamojskiego. W 1783 r. została sprzedana Janowi Nachtygalowi za niewielką jak na owe czasy sumę 1 662 zł., zapewne ze względu na zły stan kamienicy. W latach 1783–1787 została wyremontowana, nadbudowano drugie piętro znosząc przy tym attykę. Akta Zarządu Miejskiego z tego okresu podają: "Nachtygal Joannes posiada kamienicę trzykondygnacjową [...]".
Kolejnym właścicielem kamienicy był aptekarz Jan Kanty Terlecki z Białej. Zarządzał apteką od 1809 r. Po jego śmierci w 1836 r. wdowa Joanna miała trudności ze znalezieniem wykwalifikowanego aptekarza. W aptece pracowało dwóch uczniów bez przygotowania zawodowego. W styczniu 1837 r., w czasie kontroli dokonanej przez zastępcę lekarza obwodu zamojskiego Terlecka otrzymała co prawda pozwolenie na tymczasowe prowadzenie apteki przez jednego z uczniów, ale miał on korzystać z pomocy i opieki doktora medycyny Schumachera – ordynatora w szpitalu wojskowym. W czerwcu 1837 r. do Zamościa przyjechał z Charkowa brat właścicielki, Fryderyk Fischer, który właśnie ukończył tamtejszy uniwersytet i jako lekarz klasy pierwszej podjął pracę w Zamościu. W maju 1839 r. Fischer wyjechał z twierdzy, a kontrola w aptece w czerwcu stwierdziła brak porządku. Postanowiono, że w ciągu miesiąca Terlecka zamknie aptekę lub postara się o fachowego pracownika. Zniechęcona kłopotami z zatrudnianymi pracownikami w 1842 r. sprzedała aptekę Janowi Kłossowskiemu. Odtąd kamienica wraz z apteką była w posiadaniu rodziny Kłossowskich. Apteką zarządzali kolejno: Karol Kłossowski, brat stryjeczny Jana i Zdzisław Kłossowski, a po jego śmierci sukcesorkami apteki zostały: żona Regina Kłossowska i trzy zamężne córki – Stefania Szperlowa, Wanda Minczewska i Mana Szelchauzowa.
Po śmierci Karola Kłossowskiego w 1891 r. dokonano remontu kamienicy, polegającego m.in. na wymianie okien i drzwi, naprawie dachu i pieców, pomalowaniu pomieszczeń na drugim piętrze.
Innej, bliżej nieokreślonej restauracji podlegała kamienica w latach 1911–1929, następne prace konserwatorskie przeprowadzane były w latach 1934–1937.
Do pierwszej połowy XX w. kamienica miała boniowane podcienia, żelazny balkon na osi pierwszego piętra oraz budkę drewnianą wbudowaną w lewe skrajne przęsło podcienia. Wszystkie balkony a także przybudówki w podcieniach usunięto przed wojną, także wtedy barwne fasady otrzymały kamienice w rynku.
Od 1 lipca 1925 r. dzierżawcą apteki był Feliks Łaganowski, który w marcu 1948 r. został jej właścicielem i był nim aż do upaństwowienia aptek w 1951 r.

## Założyciel apteki
Szymon Piechowicz był studentem Akademii Zamojskiej wkrótce po jej otwarciu w 1595 r. Potem studiował na Akademii Krakowskiej, gdzie uzyskał stopień bakałarza sztuk wyzwolonych. W 1603 r. został powołany na katedrę logiki w Akademii Zamojskiej. W 1607 r. wyjechał na dalsze studia do Włoch, i tam na uniwersytecie w Padwie 25 lutego 1609 r. uzyskał dyplom doktora medycyny. Po powrocie do Zamościa objął w Akademii katedrę medycyny. W latach 1611–1624 był siedmiokrotnie wybierany na rektora, dał się poznać jako światły organizator życia uczelni.

## Apteka po upaństwowieniu
Po upaństwowieniu apteki jej kierownikiem został mgr farm. Bolesław Rymgayłło. Trzy lata później, 1 listopada 1954 r., apteka została zamknięta (w celu likwidacji). Na szczęście dzięki staraniom Bolesława Rymgayłło, Ośrodka Dokumentacji Farmaceutycznej Głównej Biblioteki Lekarskiej w Krakowie, a także prośbom mieszkańców Zamościa – apteka ocalała.
W latach 1956–1957 wykonano pewne prace remontowe: odsłonięto pierwotny otwór przejściowy z sieni do narożnego pomieszczenia, jednocześnie zlikwidowano bezpośredni dostęp do apteki z podcienia i założono w to miejsce dwa okna.
Opis inwentaryzacyjny kamienicy sporządzony w 1963 r. podaje:"[...] Kamienica zwrócona elewacją frontową na zachód. Trzykondygnacjowa. Podpiwniczona, o trzech pomieszczeniach w dwóch kondygnacjach, sklepionych kolebkowo. Układ wnętrz trzy traktowy. W przyziemiu od frontu trójprzęsłowy podcień sklepiony kolebkowo–krzyżowo. W pierwszym trakcie, z prawej pomieszczenie narożne apteki z dwoma oknami od podcienia i jednym od ul. Staszica, sklepione kolebkowo–krzyżowo. Z lewej sień z przebudowaną klatką schodową w głębi przy ścianie północnej drzwi, od ul. Bazyliańskiej – oznaczona numerem 9. Dwukondygnacjowa, na rzucie wydłużonego prostokąta. W przyziemiu ciąg pomieszczeń sklepionych kolebkowo–krzyżowo, na pierwszym piętrze analogiczny – kryty stropem. Wzdłuż ściany oficyny od strony podwórka ganek drewniany ze schodkami [...]".
Do dziś został zachowany układ pomieszczeń przyziemia bliski pierwotnemu, od pierwszej połowy XVII w. przeznaczony na cele farmaceutyczne i do dziś służący tym celom. Także zachował się portal wejściowy kamienicy, rzeźbiony, reprezentujący wysoki poziom artystyczny, oraz pomieszczenie dawnego alkierza na pierwszym piętrze ze sklepieniem, portalem, kominkiem, niszą i wnękami ściennymi, co świadczy o wyszukanej – jak na dom mieszczański – elegancji wystroju wnętrza mieszkalnego.
Prace remontowe były wykonane także w 1964 r., kiedy to zamknięto aptekę na trzy miesiące. Jednak główną renowację przeprowadzono w latach 1972–1976. Projekt budowlany remontu kamienicy aptecznej wykonał mgr inż. arch. Grzegorz Zamojski z Przedsiębiorstwa Konserwacji Zabytków w Warszawie, projektantem wnętrz był mgr inż. arch. Piotr Kubisiak z Przedsiębiorstwa Konserwacji Zabytków w Lublinie, Oddział Zamość. Roboty budowlane, wyposażenie wnętrz w nowe meble, żyrandole, renowację starych mebli wykonały Pracownie Konserwacji Zabytków w Lublinie. Złocenia głowic na starych meblach oraz szyld Apteka Rektorska w podcieniu wykonała Pracownia Konserwacji Zabytków w Zamościu. Całość prac nadzorowała mgr inż. arch. Maria Sarniak, konserwator miejski, oraz mgr farm. Władysław Romanowicz.
Apteka otrzymała dodatkowo jedno pomieszczenie na parterze, z wejściem od ulicy Bazyliańskiej oraz na piętrze, gdzie mieszkała rodzina Kłossowskich, pięć pomieszczeń połączonych wewnętrzną klatką schodową z pomieszczeniami parterowymi. Od tego czasu całkowita powierzchnia użytkowa Apteki Rektorskiej wynosi 214,9 m².
Przed renowacją apteka zajmowała sześć pomieszczeń na parterze, zmywalnia znajdowała się w podwórzu, z sieni prowadziły dwa wejścia; jedno do izby ekspedycyjnej, drugie bardziej w głębi dla personelu. Tradycyjnie receptura znajdowała się w drugim pomieszczeniu; obecnie izba ta jest zapleczem ekspedycji, a receptura znajduje się w czwartym pomieszczeniu i jest wyposażona w nowe meble. Trzecie pomieszczenie stanowi dyżurka, za recepturą mieści się zmywalnia, pomieszczenia sanitarne, magazyn oraz komora przyjęć. Na piętrze, licząc od klatki schodowej, znajdują się: izba pamiątek, pokój księgowej, pokój socjalny, magazyn tabletek oraz boks. Specjalnie na potrzeby apteki zainstalowano windę towarową. Przyłączono też nowoczesną sieć wodno–kanalizacyjną i centralnego ogrzewania.
Przed zakończeniem renowacji apteki jej kierownik Władysław Romanowicz zwrócił się do Dyrekcji Cefarm-u w Lublinie o nadanie aptece nazwy „Rektorska” dla upamiętnienia jej założyciela, Szymona Piechowicza, rektora Akademii Zamojskiej. Nazwę „Rektorska” nadano aptece 28 października 1976 r.. Otwarcia apteki po rekonstrukcji dokonał 28 października 1976 r. Jan Piskorski prezydent Zamościa, ogłaszając uroczyście nadanie nazwy aptece.
Na początku lat 90. XX w. istnienie apteki w tej kamienicy zostało znów zagrożone, bowiem władze miasta nosiły się z zamiarem zamknięcia apteki i ogłoszenia przetargu na lokal przy ulicy Rynek Wielki 2. Dzięki stanowisku Przedsiębiorstwo Zaopatrzenia Farmaceutycznego Cefarm w Lublinie lokal Apteki Rektorskiej został wyłączony z przetargu, a placówka ta funkcjonuje w tym samym budynku już czwarte stulecie.